# Oie de Shetland
L'oie de Shetland, ou des Shetland (Shetland goose), est une race d'oie domestique originaire des îles Shetland, au nord de l'Écosse.

## Histoire
Comme les autres races animales domestiques originaires des îles Shetland, l'oie de Shetland est petite, pesant entre 5 et 6 kg. C'est une race robuste, utilisée autrefois par les petits fermiers pour nettoyer les champs et pâturer. Elle devait fouiller la terre pour la débarrasser des parasites, comme la petite douve du foie, et permettre ainsi aux moutons de Shetland de paître en sécurité.
Cette oie a été exportée à partir de 1997 aux États-Unis, mais n'est pas encore reconnue par l'American Poultry Association.

## Description
L'oie de Shetland présente un dimorphisme sexuel. En effet, le jars est entièrement blanc, tandis que la femelle à la tête, le cou et le haut du corps couvert de grandes taches grises et que le dessous du corps est blanc. L'oie peut pondre 30 œufs (de couleur blanche) par an. C'est une bonne éleveuse. Le bec de l'oie de Shetland est plutôt court, ce qui lui est utile pour fouiller le sol.